# Dill
Dill er en flod  i den centrale del af  den tyske delstat Hessen og er en bifloderne til Lahn fra højre. Den har sit udspring 567 meter over havet nord for Haiger-Offdilln på østsiden af Haincher Höhe, som ligger mellem Rothaargebirge og Westerwald. Floden løber gennem Lahn-Dill-Kreis i Hessen, som er opkaldt efter den, og derefter mod syd gennem Dillenburg og Herborn før den munder ud i Lahn ved Wetzlar.
Dill løber forbi mange steder som er opkaldt  efter den, som Offdilln, Dillbrecht og Fellerdilln. 

## Bifloder
- Roßbach
- Haigerbach
- Aubach
- Donsbach
- Dietzhölze
- Nanzenbach
- Schelde
- Aar
- Ambach
- Rehbach
- Lemp
- Blasbach.